# Morgane Charre
Morgane Charre (* 9. Juni 1990) ist eine französische Mountainbikerin, die im Downhill aktiv war und im Enduro aktiv ist.

## Sportlicher Werdegang
Das Radfahren begann Charre beim BMX, die Leidenschaft für Downhill entdeckte sie im Teenager-Alter, inspiriert durch Sabrina Jonnier. Ihre Wettkampfkarriere begann  beim French Cup, 2010 nahm sie erstmals am UCI-Mountainbike-Weltcup teil.
Im Jahr 2012 wurde sie nach bis dahin nur einer Podiumsplatzierung im Weltcup überraschend Weltmeisterin im Downhill. In den nachfolgenden Jahren erreichte sie wiederholt das Podium bei Weltcup-Rennen, ein weiterer Sieg blieb ihr jedoch verwehrt. Ihre beste Platzierung in der Downhill-Gesamtwertung war der 5. Platz im Jahr 2013. Bei den Mountainbike-Europameisterschaften 2013 gewann sie neben der Silbermedaille im Downhill auch die Silbermedaille im Four Cross.
Nach Ende der Saison 2017 erklärte Charre ihren Rückzug aus dem Downhill-Weltcup, um zum MTB-Enduro zu wechseln und nur noch ausgewählte Downhill-Wettbewerbe zu bestreiten. Seit 2018 startet sie in der Enduro World Series und der bei der Crankworx World Tour. In der Saison 2020 wurde sie Französische Meisterin im MTB-Enduro und gewann ihren ersten Wettbewerb der Enduro World Series.

## Erfolge
2012
- Weltmeisterin – Downhill

2013
- Europameisterschaften – Downhill
- Europameisterschaften – Four Cross

2018
- Europameisterschaften – Downhill

2020
- ein Rennen Enduro World Series
- Französische Meisterin – Enduro

2022
- ein Rennen Enduro World Series